# Arctornis monobalia
Arctornis monobalia är en fjärilsart som beskrevs av Collenette 1933. Arctornis monobalia ingår i släktet Arctornis och familjen tofsspinnare. Inga underarter finns listade i Catalogue of Life.